# Långsjögölen, Småland
Långsjögölen är en sjö i Eksjö kommun i Småland och ingår i Emåns huvudavrinningsområde.